# Правительство Берлускони (четвёртое)
Четвёртое правительство Берлускони (итал. Quarto governo Berlusconi) — 60-е правительство Итальянской Республики, действовало с 8 мая 2008 по 16 ноября 2011 года во главе с Берлускони.

## Общие сведения
Первое правительство, сформированное парламентом XVI-го созыва по итогам парламентских выборов 14-15 апреля 2008 года, сменило второе правительство Романо Проди, ушедшее в отставку 28 января 2008 года. Правительство приняло присягу 8 мая 2008 года и прекратило полномочия 16 ноября 2011 года.
На момент формирования в правительство вошли около 60 министров, заместителей министров и статс-секретарей, представлявших преимущественно партии Народ свободы, Лига Севера и Движение за автономию. 8 человек из их числа не являлись депутатами парламента (трое считались техническими специалистами в своей области, двое представляли партии правоцентристского направления, а трое — небольшие партии южных регионов).
В 2014 году увидела свет книга мемуаров бывшего министра финансов США Тимоти Гайтнера Stress Test, в которой автор утверждал, что осенью 2011 года к нему обратились некоторые функционеры Евросоюза с просьбой содействовать падению четвёртого правительства Берлускони ради спасения евро и преодоления мирового экономического кризиса. Гайтнер якобы пошёл навстречу пожеланию Евросоюза и, взаимодействуя с председателем Европейского центрального банка Марио Драги, добился падения правительства Берлускони.

## Правящая коалиция
- Народ свободы
- Лига Севера
- Движение за автономию
- Будущее и свобода для Италии[итал.] (10 июля 2010 — 14 декабря 2010)
- Народ и территория[итал.] (14 декабря 2010 — 16 ноября 2011)
- Национальное сплочение[итал.] (14 декабря 2010 — 16 ноября 2011)
- Сила Юга[итал.] (6 сентября 2011 — 16 ноября 2011)

## Состав правительства
| Ведомство                                                              | Должность               | Имя                               | Партийная принадлежность           | Примечания |
| ---------------------------------------------------------------------- | ----------------------- | --------------------------------- | ---------------------------------- | --- |
| Аппарат Совета министров                                               | Председатель            | Сильвио Берлускони                | Народ свободы                      | |
|                                                                        | Младший статс-секретарь | Джанни Летта                      | Народ свободы                      | Секретарь аппарата Совета министров |
|                                                                        | Младший статс-секретарь | Лаура Раветто                     | Народ свободы                      | Сфера ответственности — связи с парламентом. Занимала должность с 4 марта 2010 года. |
|                                                                        | Младший статс-секретарь | Альдо Бранкер                     | Народ свободы                      | Сфера ответственности — вопросы федерализма. Занимал должность до 18 июня 2010 года. |
|                                                                        | Младший статс-секретарь | Франческо Бельсито                | Лига Севера                        | Сфера ответственности — упрощение нормативной базы. Занимал должность с 22 февраля 2010 года. |
|                                                                        | Младший статс-секретарь | Маурицио Балокки                  | Лига Севера                        | Сфера ответственности — упрощение нормативной базы. Занимал должность до 14 февраля 2010 года. |
|                                                                        | Младший статс-секретарь | Андреа Ауджелло                   | Народ свободы                      | Сфера ответственности — государственное управление и инновации. Занимал должность с 4 марта 2010 года. |
|                                                                        | Младший статс-секретарь | Даниела Сантанке                  | Народ свободы                      | Сфера ответственности — правительственное планирование. Занимала должность с 4 марта 2010 года. |
|                                                                        | Младший статс-секретарь | Паоло Бонаюти                     | Народ свободы                      | Сфера ответственности — информатизация, связь, издательское дело. |
|                                                                        | Младший статс-секретарь | Карло Джованарди                  | Народ свободы                      | Сфера ответственности — вопросы семьи, наркотиков и гражданской службы. |
|                                                                        | Младший статс-секретарь | Джанфранко Миччике                | Народ свободы                      | Межведомственный комитет по экономическому планированию |
|                                                                        | Младший статс-секретарь | Рокко Крими                       | Народ свободы                      | Сфера ответственности — спорт. |
|                                                                        | Младший статс-секретарь | Гвидо Бертолазо                   | Народ свободы                      | Сфера ответственности — решение чрезвычайной ситуации с вывозом мусора в регионе Кампания (с 21 мая 2008 года по 31 декабря 2009), координация гражданской обороны в европейском и международном масштабе (с 4 февраля 2010 по 11 ноября 2010 года). |
| Министерство иностранных дел                                           | Министр                 | Франко Фраттини                   | Народ свободы                      | |
|                                                                        | Младший статс-секретарь | Стефания Кракси                   | Народ свободы                      | |
|                                                                        | Младший статс-секретарь | Альфредо Мантика                  | Народ свободы                      | |
|                                                                        | Младший статс-секретарь | Винченцо Скотти                   | Великий Юг                         | До 22 января 2010 года представлял Движение за автономию, занимал должность до 7 ноября 2011 года. |
| Министерство внутренних дел                                            | Министр                 | Роберто Марони                    | Лига Севера                        | |
|                                                                        | Младший статс-секретарь | Альфредо Мантовано                | Народ свободы                      | |
|                                                                        | Младший статс-секретарь | Микелино Давико                   | Лига Севера                        | |
|                                                                        | Младший статс-секретарь | Соня Виале                        | Лига Севера                        | Занимала должность с 5 мая 2011 года. |
|                                                                        | Младший статс-секретарь | Гвидо Вичеконте                   | Народ свободы                      | Занимал должность с 14 октября 2011 года. |
|                                                                        | Младший статс-секретарь | Нитто Франческо Пальма            | Народ свободы                      | Занимал должность до 27 июля 2011 года. |
| Министерство обороны                                                   | Министр                 | Иньяцио Ла Русса                  | Народ свободы                      | |
|                                                                        | Младший статс-секретарь | Гвидо Крозетто                    | Народ свободы                      | |
|                                                                        | Младший статс-секретарь | Джузеппе Коссига                  | Народ свободы                      | |
| Министерство юстиции                                                   | Министр                 | Нитто Франческо Пальма            | Народ свободы                      | Занимал должность с 28 июля 2011 года. |
|                                                                        | Министр                 | Анджелино Альфано                 | Народ свободы                      | Занимал должность до 27 июля 2011 года. |
|                                                                        | Младший статс-секретарь | Мария Альберти-Казеллати          | Народ свободы                      | |
|                                                                        | Младший статс-секретарь | Джакомо Кальендо                  | Народ свободы                      | |
| Министерство экономики и финансов                                      | Министр                 | Джулио Тремонти                   | Народ свободы                      | |
|                                                                        | Заместитель министра    | Джузеппе Вега                     | Народ свободы                      | Занимал должность с 21 мая 2009 года до 15 декабря 2010 года. |
|                                                                        | Младший статс-секретарь | Луиджи Казеро                     | Народ свободы                      | |
|                                                                        | Младший статс-секретарь | Альберто Джорджетти               | Народ свободы                      | |
|                                                                        | Младший статс-секретарь | Бруно Чезарио                     | Народ и территория                 | Занимал должность с 5 мая 2011 года. |
|                                                                        | Младший статс-секретарь | Антонио Джентиле                  | Народ свободы                      | Занимал должность с 5 мая 2011 года. |
|                                                                        | Младший статс-секретарь | Джузеппе Вега                     | Народ свободы                      | Занимал должность до 21 мая 2009 года. |
|                                                                        | Младший статс-секретарь | Даниеле Мольгора                  | Лига Севера                        | Занимал должность до 20 мая 2009 года. |
|                                                                        | Младший статс-секретарь | Соня Виале                        | Лига Севера                        | Занимала должность с 20 мая 2010 года до 5 мая 2011 года. |
|                                                                        | Младший статс-секретарь | Никола Козентино                  | Народ свободы                      | Занимал должность до 15 июля 2010 года. |
| Министерство экономического развития                                   | Министр                 | Паоло Романи                      | Народ свободы                      | Занимал должность с 4 октября 2010 года. |
|                                                                        | и. о. министра          | Сильвио Берлускони                | Народ свободы                      | Занимал должность с 5 мая по 4 октября 2010 года. |
|                                                                        | Министр                 | Клаудио Скайола                   | Народ свободы                      | Занимал должность до 5 мая 2010 года. |
|                                                                        | Заместитель министра    | Адольфо Урсо                      | Будущее и свобода                  | Занимал должность с 30 июня 2009 до 15 ноября 2010 года. До 2 августа 2010 года представлял партию Народ свободы. |
|                                                                        | Заместитель министра    | Паоло Романи                      | Народ свободы                      | Занимал должность с 30 июня 2009 до 4 октября 2010 года. |
|                                                                        | Заместитель министра    | Катя Полидори                     | Народ и территория                 | Занимала должность с 14 октября 2011 года. |
|                                                                        | Младший статс-секретарь | Стефано Салья                     | Народ свободы                      | Занимал должность с 30 апреля 2009 года. |
|                                                                        | Младший статс-секретарь | Адольфо Урсо                      | Народ свободы                      | Занимал должность до 30 июня 2009 года. |
|                                                                        | Младший статс-секретарь | Паоло Романи                      | Народ свободы                      | Занимал должность до 30 июня 2009 года. |
|                                                                        | Младший статс-секретарь | Уго Мартина                       | Народ свободы                      | Занимал должность до 28 марта 2009 года. |
|                                                                        | Младший статс-секретарь | Даниела Мелькиорре                | ЛДП                                | Занимала должность с 5 по 27 мая 2011 года. |
|                                                                        | Младший статс-секретарь | Катя Полидори                     | Народ и территория                 | Занимала должность с 5 мая по 14 октября 2011 года. |
| Министерство сельскохозяйственной, продовольственной и лесной политики | Министр                 | Франческо Саверио Романо          | Пополяры завтрашней Италии         | Занимал должность с 23 марта 2011 года. |
|                                                                        | Министр                 | Джанкарло Галан                   | Народ свободы                      | Занимал должность с 16 апреля 2010 по 23 марта 2011 года. |
|                                                                        | Министр                 | Лука Дзайя                        | Лига Севера                        | Занимал должность до 16 апреля 2010 года. |
|                                                                        | Младший статс-секретарь | Роберто Россо                     | Народ свободы                      | Занимал должность с 5 мая 2011 года. |
|                                                                        | Младший статс-секретарь | Антонио Буонфильо                 | Будущее и свобода                  | До 30 июля 2010 года представлял партию Народ свободы. Занимал должность до 17 ноября 2010 года. |
| Министерство труда и социальной политики                               | Министр                 | Маурицио Саккони                  | Народ свободы                      | Министерство создано 12 декабря 2009 года в результате разделения Министерства труда, здравоохранения и социальной политики (Ministero del Lavoro, della Salute e delle Politiche Sociali)                                                           |
|                                                                        | Заместитель министра    | Ферруччо Фацио                    | Народ свободы                      | Занимал должность с 21 мая по 14 декабря 2009 года. |
|                                                                        | Младший статс-секретарь | Нелло Музумечи                    | Правые                             | Занимал должность с 15 апреля 2011 года. |
|                                                                        | Младший статс-секретарь | Лука Беллотти                     | Народ свободы                      | Занимал должность с 5 мая 2011 года. |
|                                                                        | Младший статс-секретарь | Ферруччо Фацио                    | Народ свободы                      | Занимал должность до 21 мая 2009 года. |
|                                                                        | Младший статс-секретарь | Франческа Мартини                 | Лига Севера                        | Занимала должность до 4 февраля 2010 года. |
|                                                                        | Младший статс-секретарь | Эуджения Роччелла                 | Народ свободы                      | Занимала должность до 4 февраля 2010 года. |
|                                                                        | Младший статс-секретарь | Паскуале Вьесполи                 | Будущее и свобода                  | До 1 августа 2010 года представлял Народ свободы. Занимал должность до 8 октября 2010 года. |
| Министерство здравоохранения                                           | Министр                 | Ферруччо Фацио                    | Народ свободы                      | Министерство создано 12 декабря 2009 года в результате разделения Министерства труда, здравоохранения и социальной политики (Ministero del Lavoro, della Salute e delle Politiche Sociali)                                                           |
|                                                                        | Младший статс-секретарь | Франческа Мартини                 | Лига Севера                        | Занимала должность с 4 февраля 2010 года. |
|                                                                        | Младший статс-секретарь | Эуджения Роччелла                 | Народ свободы                      | Занимала должность с 4 февраля 2010 года. |
| Министерство инфраструктуры и транспорта                               | Министр                 | Альтеро Маттеоли                  | Народ свободы                      | |
|                                                                        | Заместитель министра    | Роберто Кастелли                  | Лига Севера                        | Занимал должность с 21 мая 2009 года. |
|                                                                        | Заместитель министра    | Аурелио Мизити                    | Итальянская республиканская партия | Занимал должность с 14 октября 2011 года. |
|                                                                        | Младший статс-секретарь | Бартоломео Джакино                | Народ свободы                      | |
|                                                                        | Младший статс-секретарь | Марио Мантовани                   | Народ свободы                      | |
|                                                                        | Младший статс-секретарь | Аурелио Мизити                    | Итальянская республиканская партия | Занимал должность с 5 мая по 14 октября 2011 года. |
|                                                                        | Младший статс-секретарь | Роберто Кастелли                  | Лига Севера                        | Занимал должность до 21 мая 2009 года. |
|                                                                        | Младший статс-секретарь | Джузеппе Мария Рейна              | Движение за автономию              | Занимал должность до 17 ноября 2010 года. |
| Министерство окружающей среды и защиты суши и моря                     | Министр                 | Стефания Престиджакомо            | Народ свободы                      | |
|                                                                        | Младший статс-секретарь | Джампьеро Катоне                  | Народ и территория                 | Занимал должность c 5 мая 2011 года. |
|                                                                        | Младший статс-секретарь | Белькастро, Элио Витторио         | Мы Юг (Noi Sud)                    | Занимал должность с 28 июля 2011 года. До 3 ноября 2011 года представлял Народ и территория. |
|                                                                        | Младший статс-секретарь | Роберто Менья                     | Будущее и свобода для Италии       | Занимал должность до 17 ноября 2010 года. До 30 июля 2010 года представлял Народ свободы. |
| Министерство просвещения, университетов и научных исследований         | Министр                 | Мариастелла Джельмини             | Народ свободы                      | |
|                                                                        | Младший статс-секретарь | Джузеппе Пицца                    | Народ свободы                      | |
|                                                                        | Младший статс-секретарь | Джузеппе Галати (Giuseppe Galati) | Народ свободы                      | Занимал должность c 14 октября 2011 года. |
|                                                                        | Младший статс-секретарь | Гвидо Вичеконте                   | Народ свободы                      | Занимал должность с 5 мая по 14 октября 2011 года. |
| Министерство культурного наследия и культурной деятельности            | Министр                 | Джанкарло Галан                   | Народ свободы                      | Занимал должность с 23 марта 2011 года. |
| Министерство культурного наследия и культурной деятельности            | Министр                 | Сандро Бонди                      | Народ свободы                      | Занимал должность до 23 марта 2011 года. |
|                                                                        | Младший статс-секретарь | Франческо Джиро                   | Народ свободы                      | |
|                                                                        | Младший статс-секретарь | Риккардо Виллари                  | Независимый                        | Занимал должность с 5 мая 2011 года. |
| Связи с парламентом                                                    | Министр без портфеля    | Элио Вито                         | Народ свободы                      | |
| Федералистские реформы                                                 | Министр без портфеля    | Умберто Босси                     | Лига Севера                        | |
| Связи с регионами и сплочение территорий                               | Министр без портфеля    | Раффаэле Фитто                    | Народ свободы                      | |
| Упрощение нормативной базы                                             | Министр без портфеля    | Роберто Кальдероли                | Лига Севера                        | |
| Европейская политика                                                   | Министр без портфеля    | Анна Мария Бернини                | Народ свободы                      | Занимала должность с 28 июля 2011 года. |
| Европейская политика                                                   | Министр без портфеля    | Андреа Ронки                      | Будущее и свобода для Италии       | До 30 июля 2010 года представлял Народ свободы. Занимал должность до 17 ноября 2010 года (с 18 ноября 2010 года по 27 июля 2011 года должность вакантна).                                                                                            |
| Государственная служба и инновации                                     | Министр без портфеля    | Ренато Брунетта                   | Народ свободы                      | |
| Осуществление правительственного планирования                          | Министр без портфеля    | Джанфранко Ротонди                | Народ свободы                      | |
| Обеспечение равных возможностей                                        | Министр без портфеля    | Мара Карфанья                     | Народ свободы                      | |
| По делам молодёжи                                                      | Министр без портфеля    | Джорджия Мелони                   | Народ свободы                      | |
| По делам туризма                                                       | Министр без портфеля    | Микела Виттория Брамбилла         | Народ свободы                      | Должность учреждена 8 мая 2009 года. |
| Субсидиарность и децентрализация                                       | Министр без портфеля    | Альдо Бранкер                     | Народ свободы                      | Должность существовала в период с 18 июня по 6 июля 2010 года. |